# Digital Audio Access Protocol
Digital Audio Access Protocol (DAAP) - prosty protokół służący rozgłaszaniu i wymianie w sieci lokalnej plików muzycznych.
Początkowo wprowadzony przez firmę Apple w odtwarzaczu iTunes.